# Saltaire

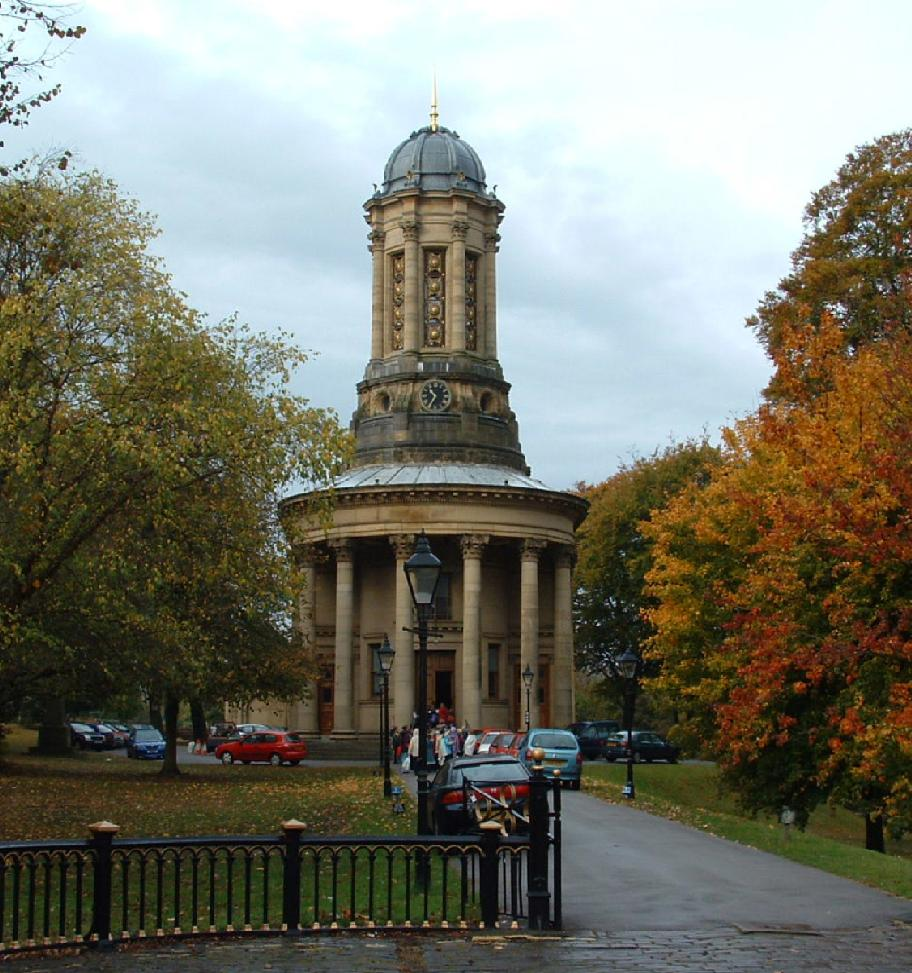
Chiesa Congregazionale (1856-59)

Saltaire è un villaggio vittoriano situato nell'area metropolitana di Bradford, West Yorkshire, Inghilterra, tra il fiume Aire ed il canale di Leeds e Liverpool. Il villaggio è stato inserito tra i Patrimoni dell'umanità ed è una tappa chiave dell'European Route of Industrial Heritage.

## Storia
Saltaire venne fondata da Sir Titus Salt nel 1853. Il nome del villaggio è una combinazione tra il cognome del fondatore ed il nome del fiume. Salt spostò la propria attività da Bradford in questo luogo nei pressi di Shipley, in parte per fornire un miglioramento della qualità della vita dei lavoratori che potevano alloggiare a Bradford, e parzialmente al fine di collegare la sua filanda ad un canale ed alla ferrovia. Salt assunse gli architetti della ditta Lockwood and Mawson di Bradford.
Un simile progetto era stato avviato pochi anni prima da Edward Akroyd a Copley, anch'esso in West Yorkshire. Il villaggio di New Lanark, famoso per le filande di cotone tanto da divenire anch'esso patrimonio dell'umanità, venne fondato da David Dale nel 1786.
Salt costruì molte case per i propri lavoratori (migliori delle catapecchie di Bradford), case con acqua corrente, bagni, un ospedale, oltre ad una scuola, una biblioteca, una sala da lettura, una sala per concerti, una sala da biliardo, un laboratorio scientifico ed una palestra. Il villaggio aveva anche una casa famiglia, villette a schiera, un parco ed una casa galleggiante.
Sir Titus morì nel 1876 e venne sepolto nel mausoleo adiacente alla Chiesa Congregazionale. Quando anche il figlio di Titus Salt morì Saltaire venne rilevata da una società che annoverava tra i soci James Roberts, della vicina Haworth, che aveva lavorato alla filanda dall'età di dodici anni, e che annualmente viaggiava in Russia dove imparò la lingua in modo fluente. Sir James Roberts tornò a Saltaire ma investì grandi capitali in Russia, perdendo parte della sua fortuna durante la Rivoluzione. Istituì una cattedra di russo alla Università di Leeds. Viene citato nel romanzo La terra desolata di T. S. Eliot. Dopo la morte venne sepolto a Fairlight.

## La Saltaire odierna
Nel dicembre 2001 Saltaire venne inserita tra i Patrimoni dell'umanità dell'UNESCO. Questo significa che il governo ha il dovere di proteggere il sito. Il villaggio è rimasto quasi completamente intatto, anche se saltuariamente ha problemi di traffico, come il resto della valle dell'Aire sulla rotta Est-Ovest. Vi è anche la necessità di ripristinare un parco che ha sofferto numerosi vandalismi.
Gli edifici originari del villaggio sono considerati protetti con il più alto grado di importanza datogli dalla Chiesa Congregazionale (nota dal 1972 come Chiesa riformata unita), classificata con "grade I". Saltaire è un'Area di Conservazione.
Victoria Hall (in precedenza noto come Saltaire Institute) viene usato per incontri e concerti, ed ospita anche il Victorian Reed Organ Museum.
Il Saltaire Festival, che venne organizzato la prima volta nel 2003 per celebrare il 150º anniversario della fondazione di Saltaire, viene ora tenuto ogni anno a settembre, e dura undici giorni.

## Proposta di bypass
Saltaire è circondata da una zona cuscinetto creata per proteggere il contesto del sito UNESCO. Sono state sollevati dubbi sui progetti annunciati recentemente dal Consiglio di Bradford e dall'Action Airedale che vorrebbe costruire un tunnel sotto al villaggio stesso. Ben visibile dalla filanda il tunnel seguirà la ferrovia, e terminerà dietro alla Chiesa Riformata Unita. Dovendo correre accanto al canale Leeds-Liverpool, probabilmente andrebbe anche a contaminare l'Area di Conservazione. Il tragitto impatterebbe anche il bosco semi-naturale di Woodland Garden of Remembrance presso il cimitero di Nab Wood.

## La fileria Salts Mill oggi
La fileria Salts Mill chiuse nel 1986, ed il restauro iniziò l'anno seguente. Attualmente ospita un complesso di attività commerciali, ricreative e residenziali. Nell'edificio principale si trovano:
- La Galleria d'arte del 1853: numerose grandi stanze ospitano opere dell'artista David Hockney: tra cui dipinti, disegni, fotomontaggi e scenografie teatrali
- Compagnie industriali quali il produttore di elettronica Pace Micro Technology.
- Numerosi negozi. Nel 2006 vi erano librerie, negozi d'arte, gioiellerie, abbigliamento, antiquariato, biciclette e arredamento; dell'ultimo gruppo fanno parte anche opere di Alvar Aalto e Philippe Starck.
- Ristoranti e caffè.

Il "New Mill", dall'altra parte del canale, si divide tra uffici del National Health Service Trusts ed appartamenti residenziali.

## Galleria d'immagini

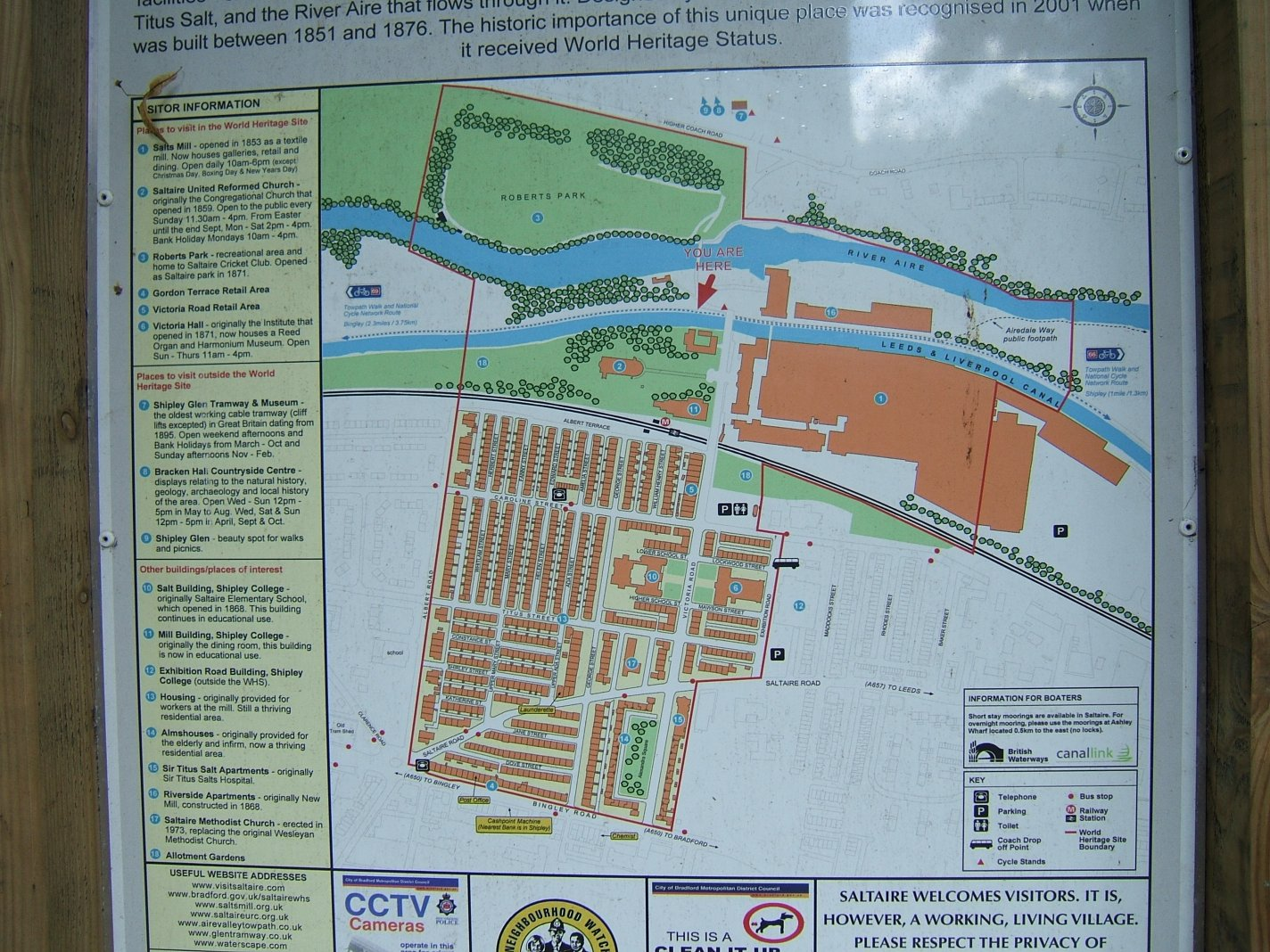
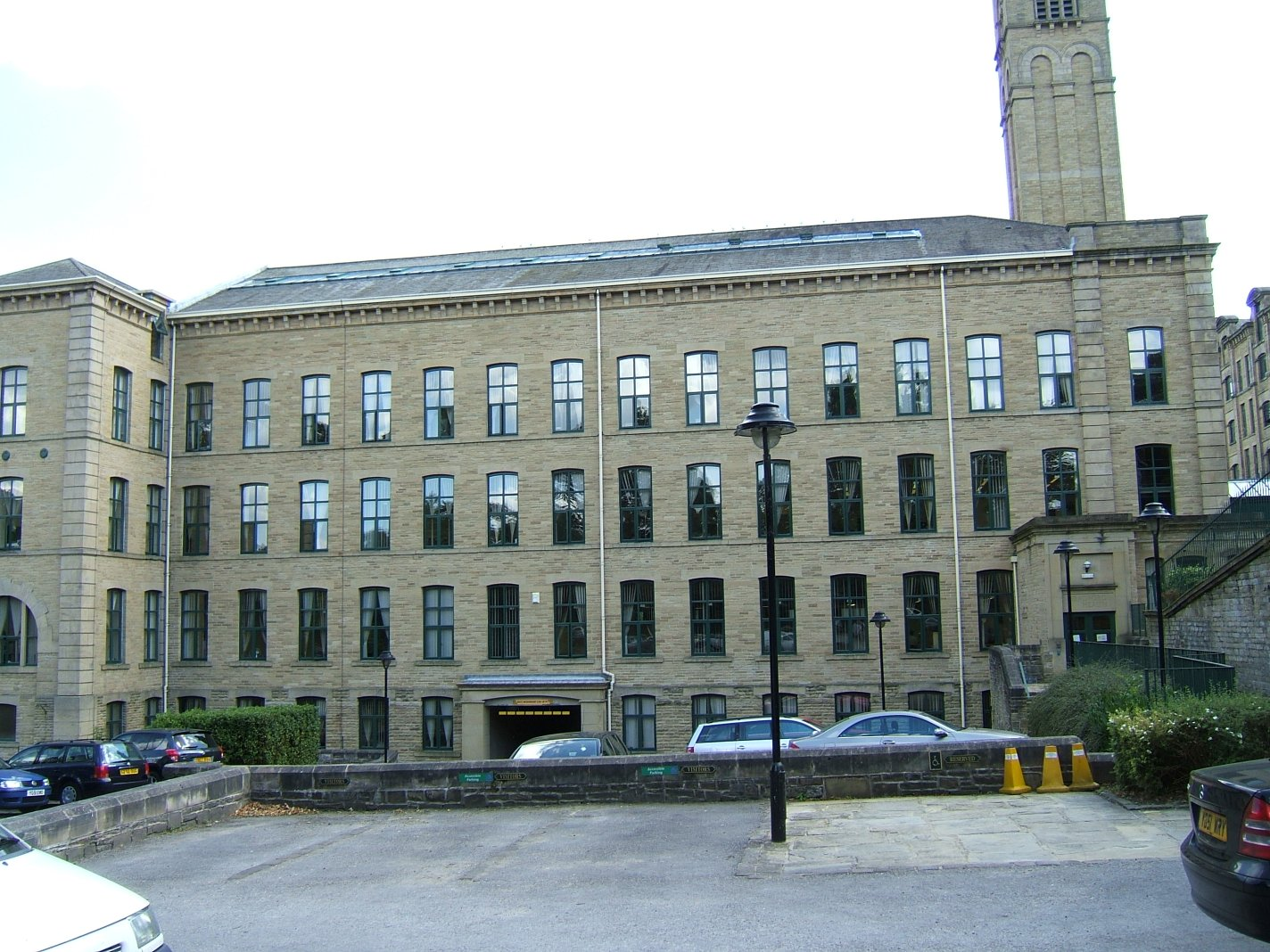
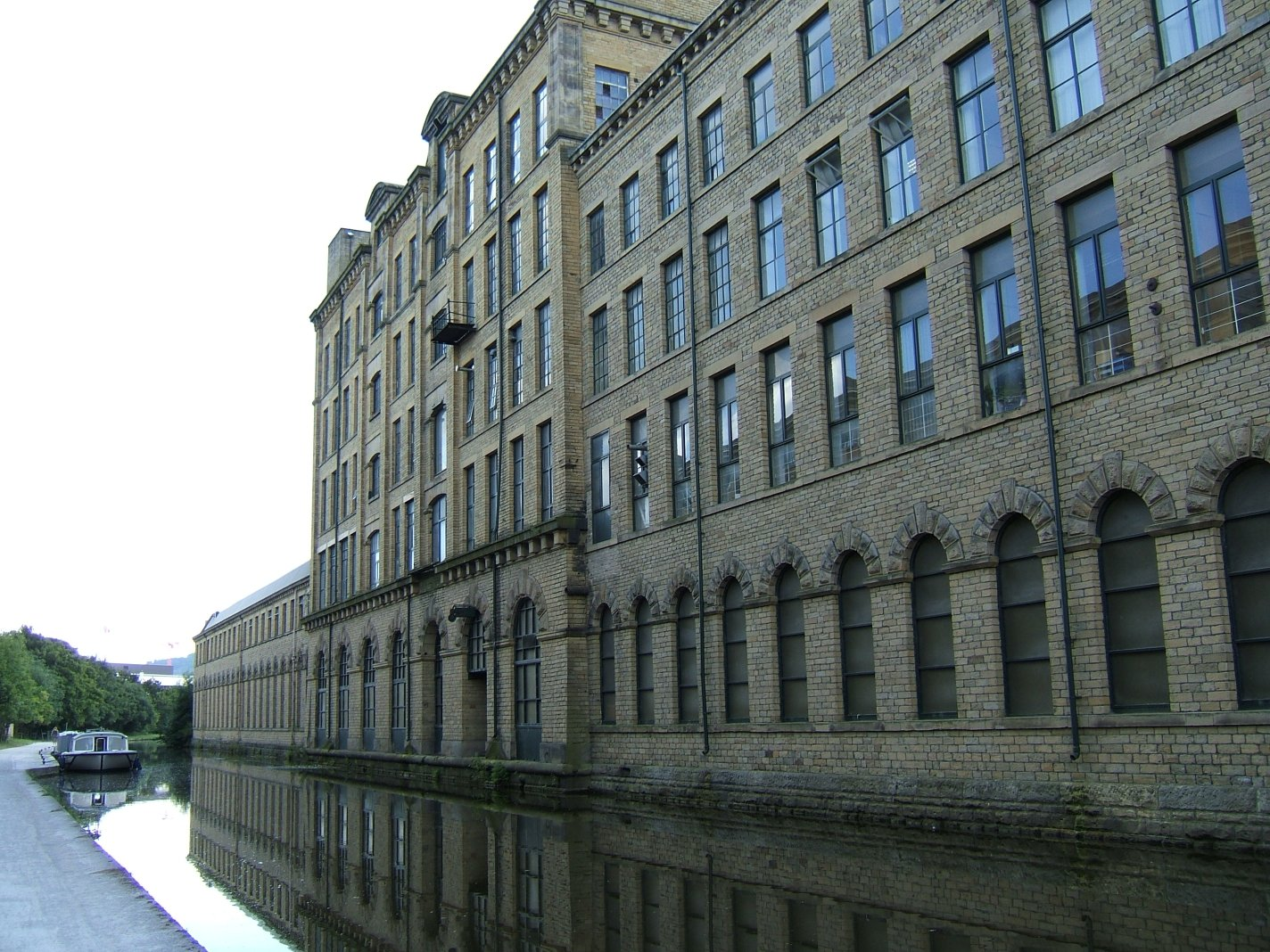
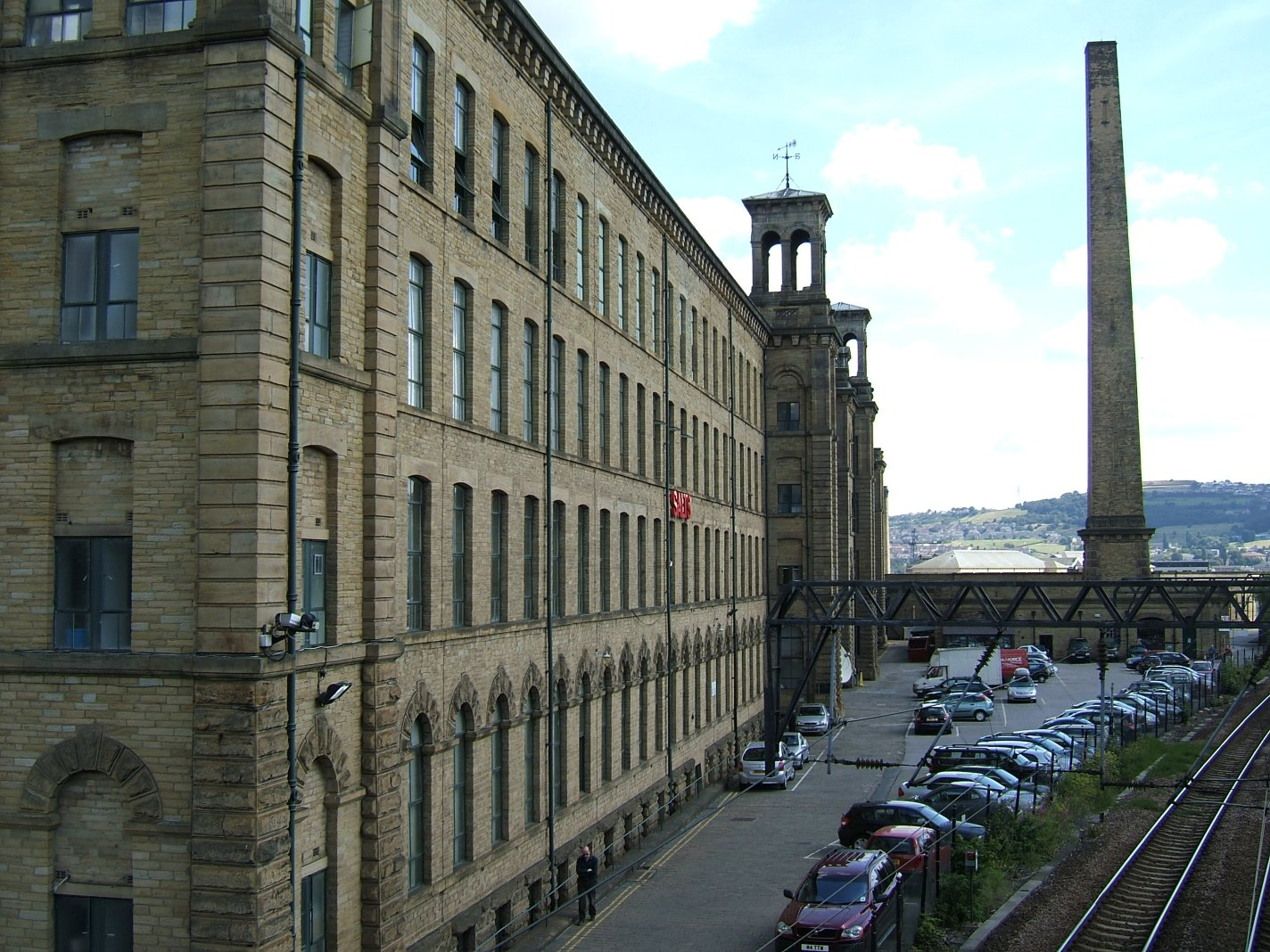
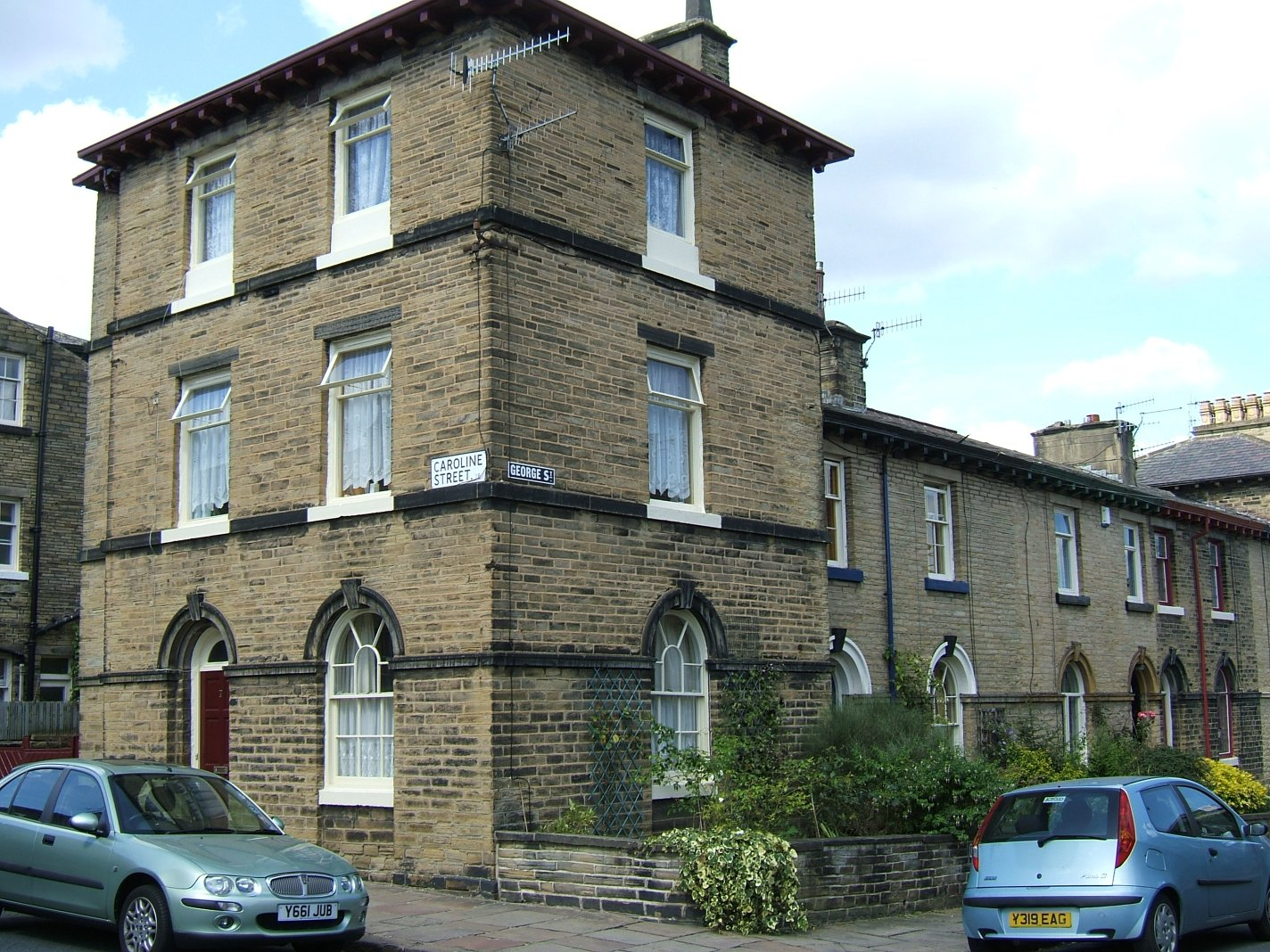
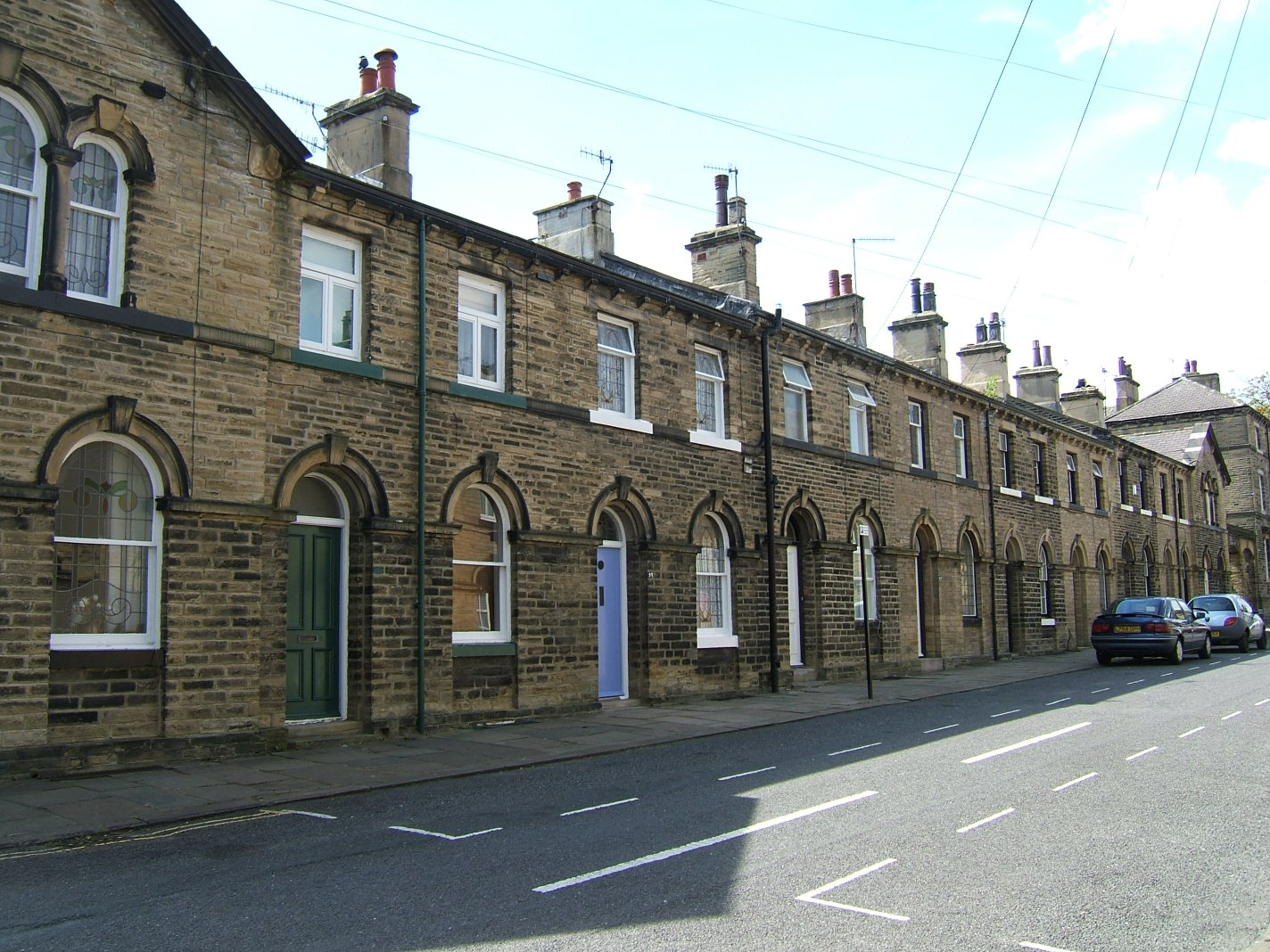